# Рогоселье
Рогосе́лье (бел. Рагасе́лле) — деревня в составе Горбацевичского сельсовета Бобруйского района Могилёвской области Республики Беларусь.

## Географическое положение
Деревня расположена в 2,5 км от автотрассы Глуск – Бобруйск. Находится в 13 км к западу от Бобруйска.

## История
До 20 декабря 1982 года входила в состав Горбацевичского сельсовета, до 20 ноября 2013 года – в составе Гороховского сельсовета.

## Население
- 1999 год — 14 человек
- 2009 год — 11 человек